# Doanh nghiệp với Chính phủ
Business to Goverment (B2G): Trong tiếp thị, "B2G" là viết tắt của business-to-government. Không giống như hầu hết các nỗ lực tiếp thị nhắm đến người tiêu dùng cuối hoặc các doanh nghiệp khác, tiếp thị giữa doanh nghiệp với chính phủ liên quan đến thế giới phức tạp của chính sách công và quản trị. Tuy nhiên, mục tiêu kinh doanh cuối cùng là như nhau: kiếm tiền bằng cách bảo đảm khách hàng.